# Famille Reviczky

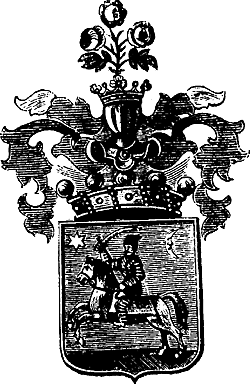
Blason de la famille Reviczy

La famille Reviczky de Revisnye (en hongrois : revisnyei Reviczky család) était une famille aristocratique hongroise.